# Valdeazogues
Valdeazogues es una pedanía española en el municipio de Almodóvar del Campo, a pocos kilómetros de Puertollano, situada en el sudoeste de la provincia de Ciudad Real, comunidad autónoma de Castilla-La Mancha. Situada en la depresión de Almadén-Puertollano, en el valle del río Valdeazogues.
Precedida por una sucesión de pequeños pueblos y aldeas como Brazatortas, Veredas o La Viñuela, Valdeazogues posee una población escasa de 13 habitantes según el censo de 2021. A pesar de ello, es destino habitual de algunos de los antiguos habitantes en la temporada estival, sea para veranear o celebrar la festividad de la patrona, la Virgen de las Candelas. 

## Historia

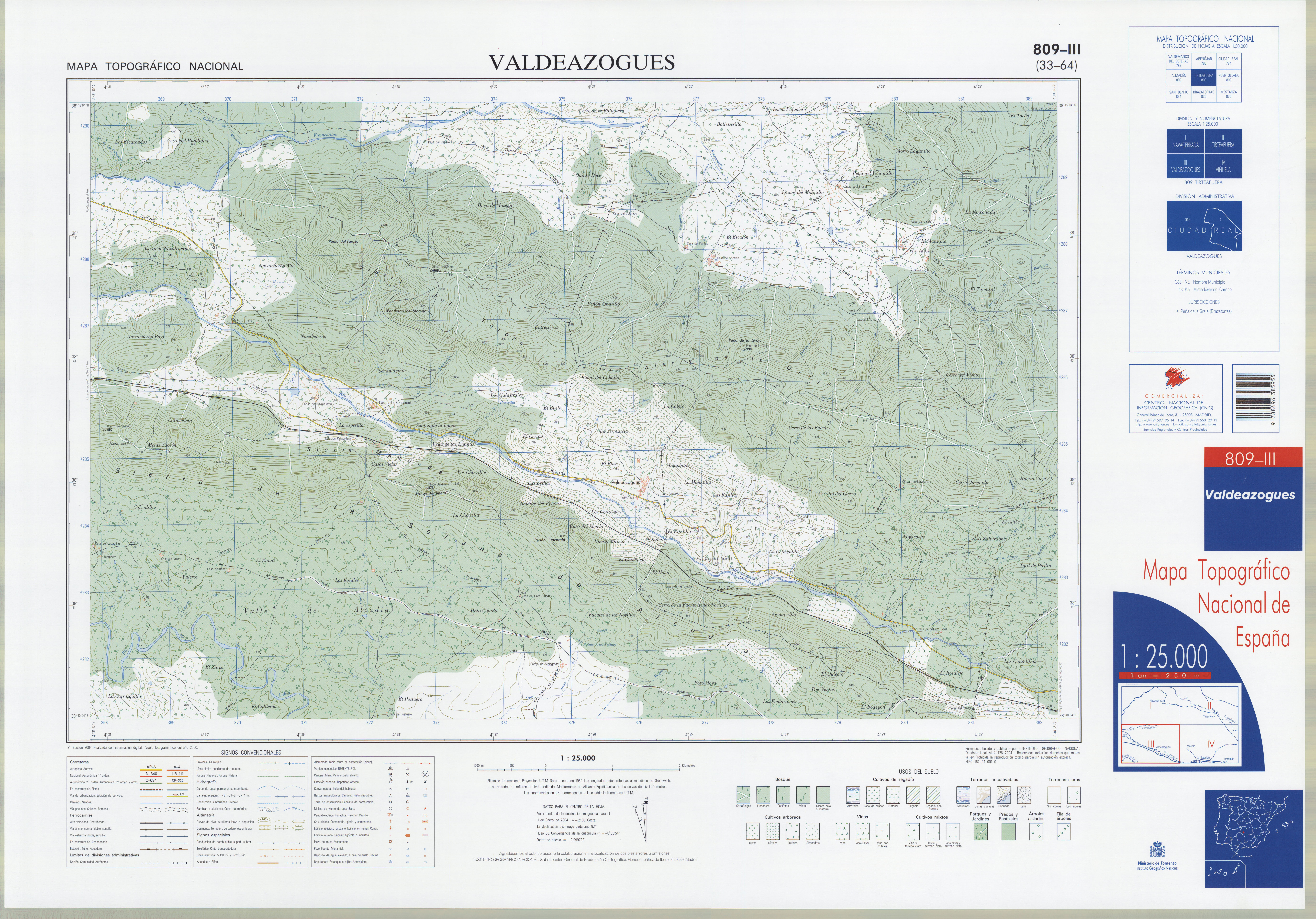
Hoja 809-III del Mapa Topográfico Nacional correspondiente a Valdeazogues

La aldea ha ido creciendo poco a poco, llevándose a cabo nuevas edificaciones, así como el asfaltado y nombrado de las calles. La localidad aparecía descrita en el decimoquinto volumen del Diccionario geográfico-estadístico-histórico de España y sus posesiones de Ultramar de Pascual Madoz de la siguiente manera:

VALDEAZOGUES: ald. en la prov. de Ciudad-Real (40 leg.), part. jud. y térm. de Almodovar del Campo (3 1/2): sit. en lo alto de un cerro, que forma parte de las cord. que van de Almodovar á Almaden ; tiene muy pocas casas, cubiertas de retama la mayor parte. Sus hab. son gentes miserables que hacen una vida casi solitaria : en los demas estremos con Almodovar (V.).
(Madoz, 1849, p. 267)

## Demografía
La población ha variado poco en el siglo XXI, desde los 20 habitantes de 2000 hasta los 13 de 2021, siendo siempre decreciente.

## Patrimonio
La única referencia cultural es la iglesia de la aldea, erigida en la calle Candelas. Se trata de una iglesia de construcción reciente sin motivos decorativos que puedan ajustarse a ningún movimiento artístico concreto. En su interior se encuentra la Virgen de las Candelas, y una imagen policromada y dorada de San Antonio.

## Economía
Los olivares, la cogida de aceitunas, las cacerías y monterías han sido siempre rasgos distintivos de la localidad.

## Fiestas
Las fiestas patronales son el día 2 de febrero, aunque se celebran el segundo sábado de agosto, para así recibir un mayor número de devotos gracias a las vacaciones veraniegas. Se llevan a cabo en la plaza de la aldea, aunque es posible que el Ayuntamiento de Almodóvar del Campo, al cual pertenece esta pedanía, permita la construcción de una nueva plaza en la entrada del pueblo.